# Seznam děkanů Fakulty sociálních věd Univerzity Karlovy
Toto je seznam děkanů Fakulty sociálních věd Univerzity Karlovy od jejího vzniku v roce 1990. Děkan je volen Akademickým senátem fakulty, a to na čtyřleté volební období. Dosud se v čele fakulty vystřídalo celkem sedm osobností, současný děkan Tomáš Karásek je ve funkci od roku 2022.

## Děkani fakulty od roku 1990
| # | Jméno, příjmení a tituly                  | Funkční období | Institut (součást)                          | Odborná specializace     | Proděkani |
| - | ----------------------------------------- | -------------- | ------------------------------------------- | ------------------------ | --- |
| 1 | doc. JUDr. Čestmír Suchý                  | 1990 – 1991    | Katedra žurnalistiky (pozdější IKSŽ FSV UK) | žurnalistika             | - doc. PhDr. Jaroslav Bílek, CSc. - doc. PhDr. Barbara Köpplová, CSc. |
| 2 | prof. PhDr. Miloslav Petrusek, CSc.       | 1991 – 1997    | ISS FSV UK                                  | sociologie               | - doc. PhDr. Josef Alan, CSc. (do 1993) - prof. PhDr. Jan Jirák, Ph.D. - PhDr. Petr Mareš, CSc. (do 1993) - doc. PhDr. Alena Míšková, Ph.D. (od 1996) - prof. Ing. Lubomír Mlčoch, CSc. (od 1993) - doc. JUDr. Čestmír Suchý (do 1994) - doc. Ing. Miloslav Vošvrda, CSc. (od 1995) - Ing. Olga Výborná (do 1992, znovu 1993-96)                                                                                                   |
| 3 | prof. Ing. Lubomír Mlčoch, CSc.           | 1997 – 2003    | IES FSV UK                                  | institucionální ekonomie | - prof. PhDr. Bořivoj Hnízdo, Ph.D. (od 1999) - prof. PhDr. Jan Jirák, Ph.D. (od 2000) - prof. PhDr. Jiří Kabele, Ph.D. - doc. PhDr. Barbara Köpplová, CSc. - prof. PhDr. Jaroslav Kučera, CSc. (do 2000) - doc. RNDr. Martin Palouš, Ph.D. (do 1999) - prof. PhDr. Lenka Rovná, CSc. (od 2000) - prof. Ing. Milan Sojka, CSc. (do 2000) - prof. RNDr. Jan Ámos Víšek, CSc. (od 1998) - doc. Ing. Miloslav Vošvrda, CSc. (do 1998) |
| 4 | prof. RNDr. Jan Ámos Víšek, CSc.          | 2003 – 2010    | IES FSV UK                                  | ekonometrie a statistika | - doc. Ing. Vladimír Benáček, CSc. (od 2008) - doc. Ing. Tomáš Cahlík, CSc. (do 2008) - prof. PhDr. Jan Jirák, Ph.D. - prof. PhDr. Jiří Kabele, Ph.D. - doc. PhDr. Denisa Kasl Kollmanová, Ph.D. (od 2009) - doc. PhDr. Barbara Köpplová, CSc. - prof. PhDr. Jaroslav Kučera, CSc. (2007-09) - PhDr. Miroslav Kunštát, Ph.D. (2005-07) - doc. PhDr. Běla Plechanovová, CSc. - prof. PhDr. Lenka Rovná, CSc. (do 2005)              |
| 5 | PhDr. Jakub Končelík, Ph.D.               | 2010 – 2018    | IKSŽ FSV UK                                 | dějiny médií             | - PhDr. Petr Jüptner, Ph.D. - PhDr. JUDr. Tomáš Karásek, Ph.D. - doc. PhDr. Kateřina Králová, Ph.D. - prof. PhDr. Michal Kubát, Ph.D. - PhDr. Ing. Petr Soukup, Ph.D. - PhDr. Tomáš Trampota, Ph.D. - prof. RNDr. Jan Ámos Víšek, CSc. |
| 6 | doc. PhDr. Alice Němcová Tejkalová, Ph.D. | 2018 – 2022    | IKSŽ FSV UK                                 | sportovní žurnalistika   | - PhDr. Petr Bednařík, Ph.D. - doc. Ing. Tomáš Cahlík, CSc. - PhDr. JUDr. Tomáš Karásek, Ph.D. - PhDr. Zuzana Kasáková, Ph.D. - prof. PhDr. Ladislav Krištoufek, Ph.D. - prof. PhDr. Jaroslav Kučera, CSc. - PhDr. Natálie Švarcová, Ph.D. |
| 7 | PhDr. JUDr. Tomáš Karásek, Ph.D.          | 2022 – dosud   | IPS FSV UK                                  | bezpečnostní studia      | - PhDr. Petr Bednařík, Ph.D. - doc. Ing. Tomáš Cahlík, CSc. - PhDr. David Emler, Ph.D. - PhDr. Zuzana Kasáková, Ph.D. - PhDr. Tereza Klabíková Rábová, Ph.D. - PhDr. Malvína Krausz Hladká, Ph.D. - Mgr. Martin Nekola, Ph.D. - prof. PhDr. Arnošt Veselý, Ph.D. |